# Elaeocarpus taprobanicus
Elaeocarpus taprobanicus là một loài thực vật có hoa trong họ Côm. Loài này được Zmarzty mô tả khoa học đầu tiên năm 2001.